# Accord (label)
Pour les articles homonymes, voir Accord.
Accord est un label discographique français de musique classique, et le principal éditeur de classique d'Universal Music France. 

## Histoire
La marque appartenait à l'origine à Musidisc, fondé en France en 1955, qui a incorporé les labels Accord, Adès, Disc AZ, Adda, Véga, Le Club français du disque et Sofrason. Quand PolyGram a acquis Musidisc en 1999, il a commencé à utiliser le label Accord pour les sorties de Decca France, et pour les séries Euterpe de l'Orchestre de Montpellier.